# Olympische Sommerspiele 1960/Radsport – Mannschaftsverfolgung Bahn (Männer)
Die 4000-m-Mannschaftsverfolgung im Bahnradsport der Männer bei den Olympischen Sommerspielen 1960 in Rom wurde vom 27. bis 29. Juli im Velodromo Olimpico ausgetragen.

## Ergebnisse

### 1. Runde
Die schnellsten 8 Mannschaften qualifizierten sich für das Viertelfinale.
| Rang | Lauf | Nation                    | Athleten                                                              | Zeit        | Qualifikation |
| ---- | ---- | ------------------------- | --------------------------------------------------------------------- | ----------- | ------------- |
| 1    | 7    | Italien                   | Luigi Arienti Franco Testa Mario Vallotto Marino Vigna                | 4:38,41 min | Viertelfinale |
| 2    | 6    | Gesamtdeutsche Mannschaft | Siegfried Köhler Peter Gröning Manfred Klieme Bernd Barleben          | 4:38,46 min | Viertelfinale |
| 3    | 7    | Sowjetunion               | Stanislaw Moskwin Wiktor Romanow Leonid Kolumbet Arnold Belgardt      | 4:40,33 min | Viertelfinale |
| 4    | 3    | Frankreich                | Marcel Delattre Jacques Suire Guy Claud Michel Nédélec                | 4:40,48 min | Viertelfinale |
| 5    | 4    | Argentinien               | Alberto Trillo Ernesto Contreras Héctor Acosta Juan Brotto            | 4:40,64 min | Viertelfinale |
| 6    | 5    | Tschechoslowakei          | Slavoj Černý Ferdinand Duchoň Jan Chlístovský Josef Volf              | 4:40,80 min | Viertelfinale |
| 7    | 2    | Dänemark                  | John Lundgren Leif Larsen Jens Sørensen Kurt vid Stein                | 4:42,60 min | Viertelfinale |
| 8    | 1    | Niederlande               | Jacob Oudkerk Theo Nikkessen Henk Nijdam Piet van der Lans            | 4:44,44 min | Viertelfinale |
| 9    | 11   | Spanien                   | José María Errandonea Francisco Tortellá Miguel Martorell Miguel Mora | 4:44,87 min |               |
| 10   | 5    | Großbritannien            | Barry Hoban Mike Gambrill Charlie McCoy Joseph McClean                | 4:45,23 min |               |
| 11   | 1    | Japan                     | Tetsuo Ōsawa Kanji Kubomura Nobuhira Takanuki Katsuya Saitō           | 4:45,87 min |               |
| 12   | 8    | Österreich                | Günther Kriz Peter Deimböck Kurt Garschal Kurt Schein                 | 4:47,70 min |               |
| 13   | 10   | Uruguay                   | Alberto Velázquez Juan José Timón Rubén Etchebarne Rodolfo Rodino     | 4:47,83 min |               |
| 14   | 2    | Australien                | Warren Scarfe Garry Jones Robert Whetters Frank Brazier               | 4:48,55 min |               |
| 15   | 10   | Belgien                   | Romain De Loof Barthélemy Gillard Frans Melckenbeeck Charles Rabaey   | 4:49,46 min |               |
| 16   | 9    | Vereinigte Staaten        | Richard Cortright Charles Hewett Robert Pfarr James Rossi             | 4:49,92 min |               |
| 17   | 6    | Schweiz                   | Walter Signer Werner Weckert Heinz Heinemann Egon Scheiwiller         | 4:50,00 min |               |
| 18   | 4    | Südafrikanische Union     | Sydney Byrnes Robert Fowler Charles Jonker Rowan Peacock              | 4:50,26 min |               |
| 19   | 8    | Mexiko                    | Mauricio Mata Javier Taboada Jacinto Brito Miguel Pérez               | 4:52,55 min |               |

### Viertelfinale

#### Lauf 1
| Rang | Nation      | Athleten                                                   | Zeit        | Qualifikation |
| ---- | ----------- | ---------------------------------------------------------- | ----------- | ------------- |
| 1    | Italien     | Luigi Arienti Franco Testa Mario Vallotto Marino Vigna     | 4:29,98 min | Halbfinale    |
| 2    | Argentinien | Alberto Trillo Ernesto Contreras Héctor Acosta Juan Brotto | 4:38,17 min |               |

#### Lauf 2
| Rang | Nation           | Athleten                                                 | Zeit        | Qualifikation |
| ---- | ---------------- | -------------------------------------------------------- | ----------- | ------------- |
| 1    | Frankreich       | Marcel Delattre Jacques Suire Guy Claud Michel Nédélec   | 4:30,82 min | Halbfinale    |
| 2    | Tschechoslowakei | Slavoj Černý Ferdinand Duchoň Jan Chlístovský Josef Volf | 4:38,73 min |               |

#### Lauf 3
| Rang | Nation                    | Athleten                                                     | Zeit        | Qualifikation |
| ---- | ------------------------- | ------------------------------------------------------------ | ----------- | ------------- |
| 1    | Gesamtdeutsche Mannschaft | Siegfried Köhler Peter Gröning Manfred Klieme Bernd Barleben | 4:29,32 min | Halbfinale    |
| 2    | Dänemark                  | John Lundgren Leif Larsen Jens Sørensen Kurt vid Stein       | 4:37,44 min |               |

#### Lauf 4
| Rang | Nation      | Athleten                                                         | Zeit        | Qualifikation |
| ---- | ----------- | ---------------------------------------------------------------- | ----------- | ------------- |
| 1    | Sowjetunion | Stanislaw Moskwin Wiktor Romanow Leonid Kolumbet Arnold Belgardt | 4:29,97 min | Halbfinale    |
| 2    | Niederlande | Jacob Oudkerk Theo Nikkessen Henk Nijdam Piet van der Lans       | 4:29,98 min |               |

### Halbfinale

#### Lauf 1
| Rang | Nation                    | Athleten                                                     | Zeit        | Qualifikation   |
| ---- | ------------------------- | ------------------------------------------------------------ | ----------- | --------------- |
| 1    | Gesamtdeutsche Mannschaft | Siegfried Köhler Peter Gröning Manfred Klieme Bernd Barleben | 4:33,46 min | Finale          |
| 2    | Frankreich                | Marcel Delattre Jacques Suire Guy Claud Michel Nédélec       | 4:37,17 min | Duell um Bronze |

#### Lauf 2
| Rang | Nation      | Athleten                                                         | Zeit        | Qualifikation   |
| ---- | ----------- | ---------------------------------------------------------------- | ----------- | --------------- |
| 1    | Italien     | Luigi Arienti Franco Testa Mario Vallotto Marino Vigna           | 4:28,88 min | Finale          |
| 2    | Sowjetunion | Stanislaw Moskwin Wiktor Romanow Leonid Kolumbet Arnold Belgardt | 4:33,01 min | Duell um Bronze |

### Finalrunde

#### Duell um Bronze
| Rang | Nation      | Athleten                                                         | Zeit        |
| ---- | ----------- | ---------------------------------------------------------------- | ----------- |
| 3    | Sowjetunion | Stanislaw Moskwin Wiktor Romanow Leonid Kolumbet Arnold Belgardt | 4:34,05 min |
| 4    | Frankreich  | Marcel Delattre Jacques Suire Guy Claud Michel Nédélec           | 4:35,72 min |

#### Finale
| Rang | Nation                    | Athleten                                                     | Zeit        |
| ---- | ------------------------- | ------------------------------------------------------------ | ----------- |
| 1    | Italien                   | Luigi Arienti Franco Testa Mario Vallotto Marino Vigna       | 4:30,90 min |
| 2    | Gesamtdeutsche Mannschaft | Siegfried Köhler Peter Gröning Manfred Klieme Bernd Barleben | 4:35,78 min |

## Weblink
- Ergebnisse in der Datenbank von Olympedia.org (englisch)